# Förderberg
Ein Förderberg ist eine geneigte Strecke, die Sohlen eines Bergwerks miteinander verbindet. Außerdem dient der Förderberg zum Anschluss der Flöze an die Grubenbaue. Förderberge werden meist anstelle eines Blindschachtes aufgefahren.

## Nutzung
Förderberge ersetzen zunehmend Tagesschächte. Diese Möglichkeit wird insbesondere dann genutzt, wenn durch den Förderberg ein günstigerer Anschluss an das Grubenfeld erfolgen kann. Förderberge werden in der Regel mit Bandanlagen ausgestattet, bei denen Fördergurte mit bis zu 1400 mm Breite verwendet werden. Die Gurte haben Stahl- anstelle von Textileinlagen. Meistens werden die Bandanlagen zur Ober- und Untertrumförderung eingerichtet. Neben der Bandanlage ist ein breiteres Trum eingerichtet, das bei Bedarf zur Revision und Reparatur der Bandanlage mit Fahrzeugen befahren oder begangen werden kann. Die meisten Förderberge haben ein Ansteigen zwischen 9 und 15 gon.

## Praxisbeispiele
Auf dem Bergwerk Prosper-Haniel gab es den einzigen Tagesförderberg im Ruhrbergbau. Der Bandrücklauf wurde zum Rücktransport von taubem Gestein genutzt. 2008 wurde das 7500 Meter lange und 800 Tonnen schwere Förderband turnusgemäß ausgetauscht. Hanns Ketteler, Bergwerksdirektor der Verbundzeche Prosper-Haniel von 1974 bis 1992, gilt als Vater des Förderbergs. Nach der Einstellung des deutschen Steinkohlebergbaus wurde der Förderberg 2020 verfüllt.

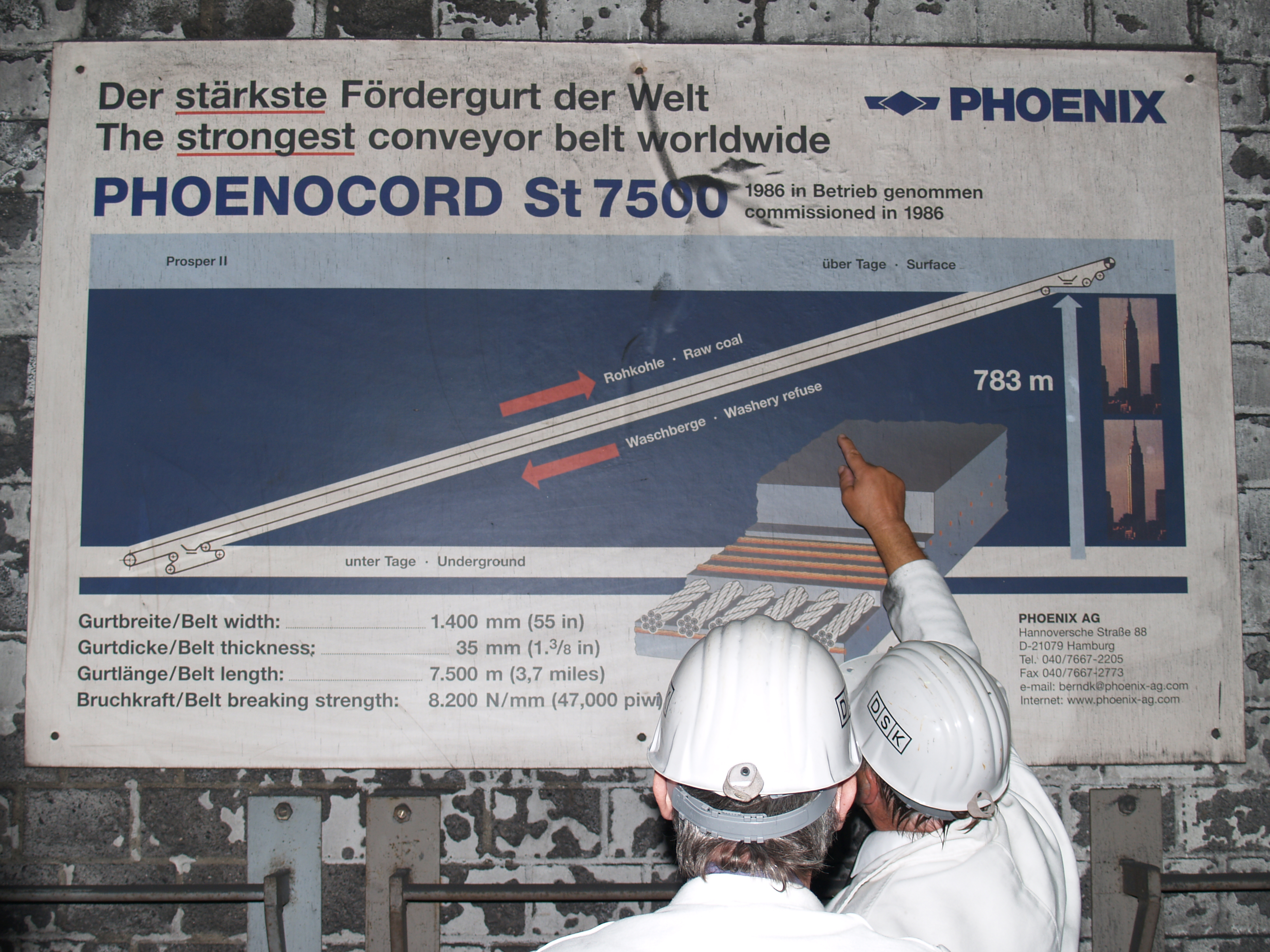
Infotafel mit Schemazeichnung am Bandberg auf der Zeche Prosper-Haniel
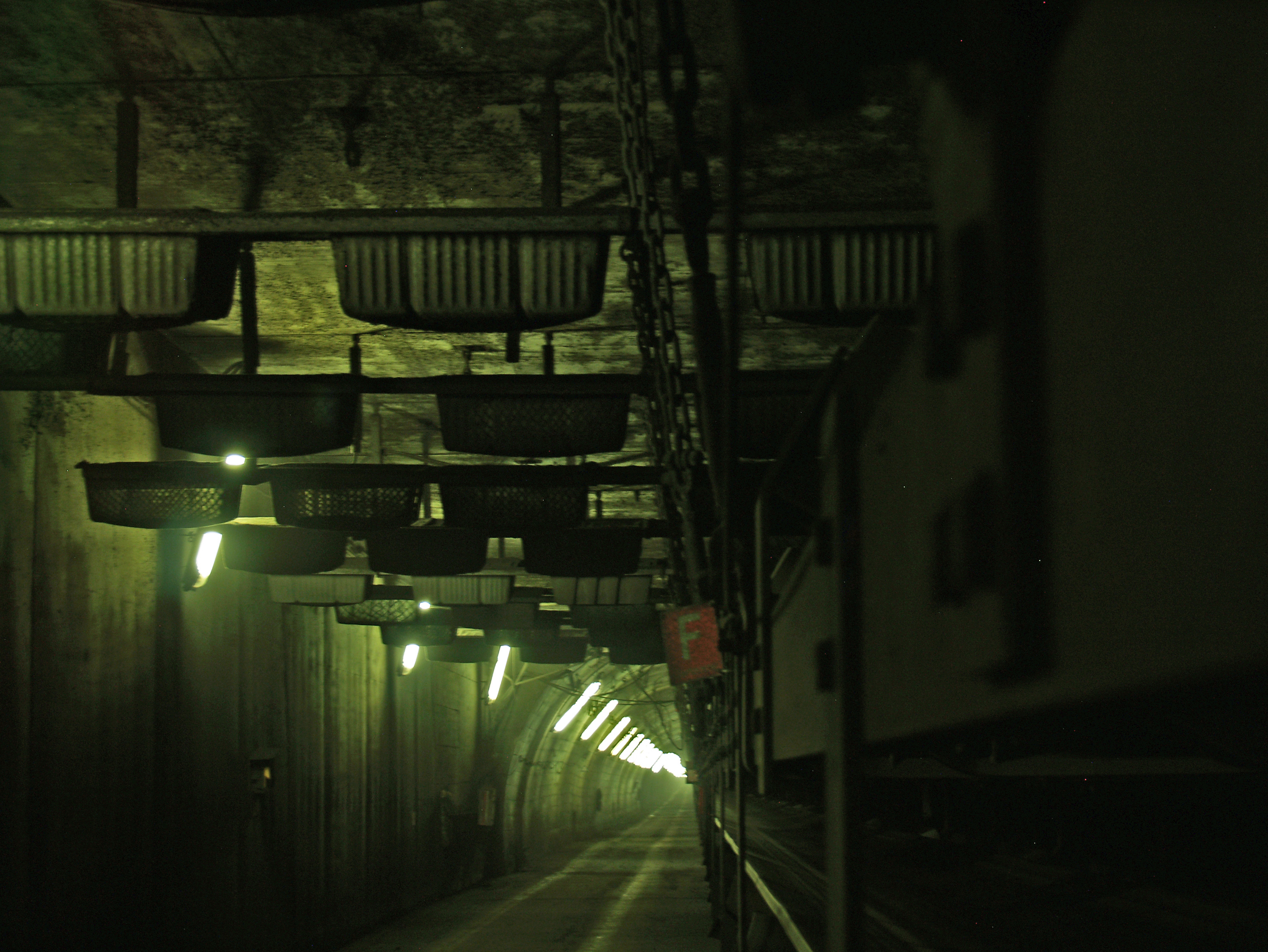
Blick in den Bandberg, links die mit Kraftfahrzeugen befahrbare Straße
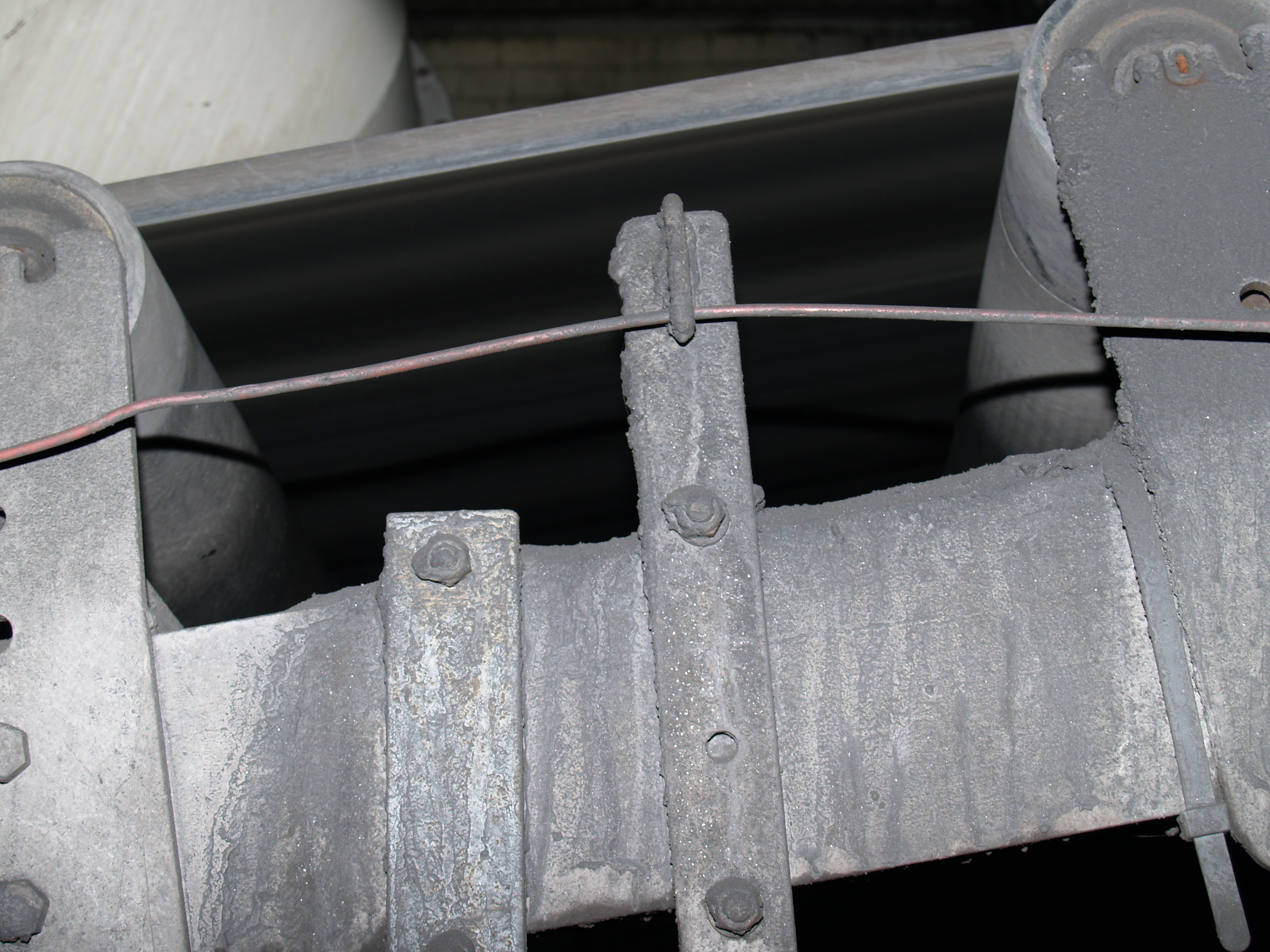
Das 35 mm dicke Förderband auf den Tragrollen. Der Antrieb erfolgt nur an der oberen Station.